# Pausaer Weide
Koordinaten: 50° 34′ 34″ N, 12° 1′ 9″ O
Das Naturschutzgebiet Pausaer Weide liegt im Vogtlandkreis in Sachsen. Es erstreckt sich südöstlich von Pausa, dem Hauptort der Stadt Pausa-Mühltroff, und nordwestlich von Bernsgrün, einem Ort des Ortsteils Arnsgrün-Bernsgrün-Pöllwitz der Stadt Zeulenroda-Triebes im Landkreis Greiz in Thüringen. Westlich des Gebietes verläuft die S 316, nordwestlich die Kreisstraße K 7873 und östlich die Landesstraße L 2342. Am südöstlichen Rand verläuft die Landesgrenze zu Thüringen, durch das Gebiet fließt die Weida.

## Bedeutung
Das rund 32,8 ha große Gebiet mit der NSG-Nr. C 73 wurde im Jahr 1995 unter Naturschutz gestellt.